# Deuxième district congressionnel du Minnesota
Le 2e district congressionnel du Minnesota couvre la région métropolitaine sud de Twin Cities et contient la totalité des comtés de Scott, Dakota et Le Sueur. Il contient également une partie du nord et de l'est du Comté de Rice, y compris la ville de Northfield, ainsi que le sud du Comté de Washington, y compris la ville de Cottage Grove. Lakeville et Eagan sont les plus grandes villes du district. Historiquement, pendant de nombreuses décennies au milieu du  siècle, le 2e district couvrait le coin sud-ouest de l'État, tandis que le 1er district couvrait la majeure partie de cette partie de l'État.
Trois des rivières les plus importantes du Minnesota traversent le district : le Mississippi, la rivière Minnesota et la rivière Sainte-Croix. Les autoroutes inter-États I-35 E et I-35 W fusionnent dans le district en plus des artères nord-sud des routes américaines 169, 61 et 52 et de la route est-ouest 212. Les zones suburbaines de la partie nord du district se fondent dans les terres agricoles rurales du sud. L'économie du district comprend l'agriculture, les petites entreprises et les grandes entreprises.
Certains des plus grands employeurs du district sont Thomson Reuters, Blue Cross et Blue Shield of Minnesota, 3M, Cambria et Red Wing Shoes. Le district comprend Pine Bend Refinery, la plus grande raffinerie de pétrole du Minnesota, propriété de Koch Industries.
Le 2e district abrite également deux collèges privés d'arts libéraux : St. Olaf et Carleton, tous deux situés à Northfield. Shakopee abrite le plus grand parc d'attractions du Minnesota, Valleyfair, ainsi que Canterbury Park.
Deux des plus anciennes villes du Minnesota, Hastings et Red Wing, se trouvent dans le district. Le district accueille des festivals du patrimoine et des célébrations de la ville, telles que les journées Kolacky à Montgomery, le festival du fromage de Pine Island et les Shakopee Derby Days.
Le 2e district du Minnesota est actuellement représenté par la Démocrate Angie Craig, qui a battu le Républicain sortant Jason Lewis aux élections de 2018. Le quartier est considéré comme hautement compétitif,,,. Depuis 2000, le district a été un indicateur présidentiel, votant à chaque fois pour le vainqueur.

## Géographie
| #   | Comté      | Siège      | Population |
| --- | ---------- | ---------- | ---------- |
| 37  | Dakota     | Hastings   | 447 440    |
| 79  | Le Sueur   | Le Center  | 29 255     |
| 131 | Rice       | Faribault  | 67 948     |
| 139 | Scott      | Shakopee   | 155 814    |
| 163 | Washington | Stillwater | 278 936    |

### Villes et townships de 10 000 habitants ou plus
- Woodbury - 78 561
- Lakeville - 74 553
- Eagan - 67 534
- Burnsville - 63 936
- Apple Valley - 55 416
- Shakopee - 45 735
- Mankato - 45 140
- Cottage Grove - 41 033
- Inver Grove Heights - 35 701
- Savage - 32 893
- Prior Lake - 28 133
- Rosemount - 27 081
- West St. Paul - 21 794
- Hastings - 21 712
- Northfield - 20 924
- Paul Sud - 20 506
- Mendota Heights - 11 744

### Villes de 2 500 à 10 000 habitants
- New Prague - 8162
- Belle Plaine - 7396
- Jordan - 6777
- Credit River - 5546
- St. Paul Park - 5544
- Newport - 5321
- Elko New Market - 5024
- Lonsdale - 4686
- Le Sueur - 4178
- Spring Lake Township - 3681
- Montgomery - 3249
- Empire - 3177
- New Market Township - 3057
- Le Center - 2517

## Historique de vote
| Année | Poste            | Résultats                  |
| ----- | ---------------- | -------------------------- |
| 2000  | Président        | Bush 53,8 %- 40,3 %        |
| 2004  | Président        | Bush 56,4 % - 40,4 %       |
| 2008  | Président        | Obama 49,76 %- 48,32 %     |
| 2012  | Président        | Obama 49,07 % - 49,01 %    |
| 2012  | Sénat            | Klobuchar 61,73 % - 34,4 % |
| 2016  | Président        | Trump 46,52 % - 45,33 %    |
| 2018  | Sénat            | Klobuchar 58,7 % - 37,5 %  |
| 2018  | Sénat (Spéciale) | Smith 50,52 % - 44,93 %    |
| 2020  | Président        | Biden 52,18 % - 45,37 %    |
| 2020  | Sénat            | Smith 47,9 % - 44,5 %      |

## Liste des Représentants du district
| Membre                          | Parti            | Années                            | Congrès     | Histoire électorale | Zone géographique |
| ------------------------------- | ---------------- | --------------------------------- | ----------- | --- | --- |
| District établit le 4 mars 1861 |                  |                                   |             | | |
| Ignatius L. Donnelly            | Républicain      | 4 mars 1863 - 3 mars 1869         | 38e - 40e   | Élu en 1862. Réélu en 1864. Réélu en 1866. perd sa réélection.                                                                                | 1863–1873 |
| Eugene McLanahan Wilson (en)    | Démocrate        | 4 mars 1869 - 3 mars 1871         | 41e         | Élu en 1868. perd sa réélection. | 1863–1873 |
| John T. Averill (en)            | Républicain      | 4 mars 1871 - 3 mars 1873         | 42e         | Élu en 1870. Redécoupage vers le 3e district.                                                                                                 | 1863–1873 |
| Horace B. Strait (en)           | Républicain      | 4 mars 1873 - 3 mars 1879         | 43e - 45e   | Élu en 1872. Réélu en 1874. Réélu en 1876. perd sa réélection.                                                                                | 1873–1883 |
| Henry Poehler (en)              | Démocrate        | 4 mars 1879 - 3 mars 1881         | 46e         | Élu en 1878. perd sa réélection. | 1873–1883 |
| Horace B. Strait (en)           | Républicain      | 4 mars 1873 - 3 mars 1879         | 43e - 45e   | Élu en 1880. Redécoupage vers le 3e district.                                                                                                 | 1873–1883 |
| James Wakefield (en)            | Républicain      | 4 mars 1879 - 3 mars 1881         | 46e         | Élu en 1882. Réélu en 1884. Retrait. | 1883–1893 Blue Earth, Brown, Chippewa, Cottonwood, Faribault, Jackson, Lac Qui Parle, Lincoln, Lyon, Martin, Murray, Nicollet, Nobles, Pipestone, Redwood, Rock, Watonwan et Yellow Medicine |
| John Lind (en)                  | Républicain      | 4 mars 1887 - 3 mars 1893         | 50e - 52e   | Élu en 1886. Réélu en 1888. Réélu en 1890. Retrait.                                                                                           | 1883–1893 Blue Earth, Brown, Chippewa, Cottonwood, Faribault, Jackson, Lac Qui Parle, Lincoln, Lyon, Martin, Murray, Nicollet, Nobles, Pipestone, Redwood, Rock, Watonwan et Yellow Medicine |
| James McCleary                  | Républicain      | 4 mars 1893 - 3 mars 1907         | 53e - 59e   | Élu en 1892. Réélu en 1894. Réélu en 1896. Réélu en 1898. Réélu en 1900. Réélu en 1902. Réélu en 1904. perd sa réélection.                    | 1893–1903 Blue Earth, Brown, Chippewa, Cottonwood, Faribault, Jackson, Lac Qui Parle, Lincoln, Lyon, Martin, Murray, Nicollet, Nobles, Pipestone, Redwood, Rock, Watonwan et Yellow Medicine |
| James McCleary                  | Républicain      | 4 mars 1893 - 3 mars 1907         | 53e - 59e   | Élu en 1892. Réélu en 1894. Réélu en 1896. Réélu en 1898. Réélu en 1900. Réélu en 1902. Réélu en 1904. perd sa réélection.                    | 1903–1915 |
| Winfield Scott Hammond (en)     | Démocrate        | 4 mars 1907 - 3 janvier 1915      | 60e - 63e   | Élu en 1906. Réélu en 1908. Réélu en 1910. Réélu en 1912. Démissionne lorsqu'élu Gouverneur du Minnesota.                                     | |
| Vacant                          | Vacant           | 6 janvier 1915 - 3 mars 1915      | 63e         | | |
| Franklin Ellsworth (en)         | Républicain      | 4 mars 1915 - 3 mars 1921         | 64e - 66e   | Élu en 1914. Réélu en 1916. Réélu en 1918. Retrait pour se présenter comme Gouverneur du Minnesota.                                           | 1915–1933 Blue Earth, Brown, Cottonwood, Faribault, Jackson, Lincoln, Martin, Murray, Nobles, Pipestone, Redwood, Rock, Watonwan et Watonwan |
| Frank Clague (en)               | Républicain      | 4 mars 1921 - 3 mars 1933         | 67e - 72e   | Élu en 1920. Réélu en 1922. Réélu en 1924. Réélu en 1926. Réélu en 1928. Réélu en 1930. Retrait.                                              | 1915–1933 Blue Earth, Brown, Cottonwood, Faribault, Jackson, Lincoln, Martin, Murray, Nobles, Pipestone, Redwood, Rock, Watonwan et Watonwan |
| District inactif                | District inactif | 4 mars 1933 - 3 janvier 1935      | 73e         | Représentants élus at-large. | |
| Elmer Ryan (en)                 | Démocrate        | 3 janvier 1935 - 3 janvier 1941   | 74e - 76e   | Élu en 1934. Réélu en 1936. Réélu en 1938. Réélu en 1940. Retrait.                                                                            | 1935–1963 Blue Earth, Brown, Carver, Cottonwood, Dakota, Faribault, Jackson, Le Sueur, Martin, McLeod, Nicollet, Scott, Sibley et Watonwan |
| Joseph P. O'Hara (en)           | Républicain      | 3 janvier 1941 - 3 janvier 1959   | 77e - 85e   | Élu en 1940. Réélu en 1942. Réélu en 1944. Réélu en 1946. Réélu en 1948. Réélu en 1950. Réélu en 1952. Réélu en 1954. Réélu en 1956. Retrait. | 1935–1963 Blue Earth, Brown, Carver, Cottonwood, Dakota, Faribault, Jackson, Le Sueur, Martin, McLeod, Nicollet, Scott, Sibley et Watonwan |
| Ancher Nelsen (en)              | Républicain      | 3 janvier 1959 - 31 décembre 1974 | 96e - 93e   | Élu en 1958. Réélu en 1960. Réélu en 1962. Réélu en 1964. Réélu en 1966. Réélu en 1968. Réélu en 1970. Réélu en 1972. Retrait et démissionne. | 1935–1963 Blue Earth, Brown, Carver, Cottonwood, Dakota, Faribault, Jackson, Le Sueur, Martin, McLeod, Nicollet, Scott, Sibley et Watonwan |
| Ancher Nelsen (en)              | Républicain      | 3 janvier 1959 - 31 décembre 1974 | 96e - 93e   | Élu en 1958. Réélu en 1960. Réélu en 1962. Réélu en 1964. Réélu en 1966. Réélu en 1968. Réélu en 1970. Réélu en 1972. Retrait et démissionne. | 1963–1973 Blue Earth, Brown, Carver, Cottonwood, Faribault, Jackson, Le Sueur, Martin, McLeod, Murray, Nobles, Pipestone, Rock, Scott, Sibley, Waseca et Watonwan |
| Ancher Nelsen (en)              | Républicain      | 3 janvier 1959 - 31 décembre 1974 | 96e - 93e   | Élu en 1958. Réélu en 1960. Réélu en 1962. Réélu en 1964. Réélu en 1966. Réélu en 1968. Réélu en 1970. Réélu en 1972. Retrait et démissionne. | 1973–1983 Blue Earth, Brown, Carver, Faribault, Freeborn, Le Sueur, Martin, McLeod, Mower, Nicollet, Scott, Sibley, Waseca et Watonwan, parties de Dakota et Hennepin |
| Vacant                          | Vacant           | 31 décembre 1974 - 3 janvier 1975 | 93e         | | |
| Tom Hagedorn                    | Républicain      | 3 janvier 1975 - 3 janvier 1983   | 94e - 97e   | Élu en 1974. Réélu en 1976. Réélu en 1978. Réélu en 1980. Redécoupage vers le 1er district et perd sa réélection.                             | |
| Vin Weber (en)                  | Républicain      | 3 janvier 1983 - 3 janvier 1993   | 98e - 102e  | Redécoupage depuis le 6e district et réélu en 1982. Réélu en 1984. Réélu en 1986. Réélu en 1988. Réélu en 1990. Retrait.                      | 1983–1993 Big Stone, Brown, Chippewa, Cottonwood, Douglas, Faribault, Jackson, Kandiyohi, Lac Qui Parle, Lincoln, Lyon, Martin, McLeod, Meeker, Murray, Nicollet, Nobles, Pipestone, Pope, Redwood, Renville, Rock, Sibley, Stevens, Swift, Traverse, Watonwan et Yellow Medicine, parties de Grant, Le Sueur et Wright |
| David Minge (en)                | Démocrate (DFL)  | 3 janvier 1993 - 3 janvier 2001   | 103e - 106e | Élu en 1992. Réélu en 1994. Réélu en 1996. Réélu en 1998. perd sa réélection.                                                                 | 1993–1995 Big Stone, Brown, Carver, Chippewa, Cottonwood, Jackson, Kandiyohi, Lac Qui Parle, Lincoln, Lyon, Martin, McLeod, Meeker, Murray, Nicollet, Nobles, Pipestone, Redwood, Renville, Rock, Sibley, Swift, Watonwan, Wrigth et Yellow Medicine, parties de Hennepin et Scott                                      |
| David Minge (en)                | Démocrate (DFL)  | 3 janvier 1993 - 3 janvier 2001   | 103e - 106e | Élu en 1992. Réélu en 1994. Réélu en 1996. Réélu en 1998. perd sa réélection.                                                                 | 1995–2003 Big Stone, Brown, Carver, Chippewa, Cottonwood, Jackson, Kandiyohi, Lac Qui Parle, Lincoln, Lyon, Martin, McLeod, Meeker, Murray, Nobles, Pipestone, Redwood, Renville, Rock, Sibley, Swift, Traverse, Watonwan, Wright et Yellow Medicine, parties de Le Sueur, Nicollet, Scott et Stearns                   |
| Mark Kennedy (en)               | Républicain      | 3 janvier 2001 - 3 janvier 2003   | 107e        | Élu en 2000. Redécoupage vers le 6e district.                                                                                                 | |
| John Kline                      | Républicain      | 3 janvier 2003 - 3 janvier 2017   | 108e - 114e | Élu en 2002. Réélu en 2004. Réélu en 2006. Réélu en 2008. Réélu en 2010. Réélu en 2012. Réélu en 2014. Retrait.                               | 2003–2013 Carver, Goodhue, Le Sueur, Rice et Scott, parties de Dakota et Washington |
| John Kline                      | Républicain      | 3 janvier 2003 - 3 janvier 2017   | 108e - 114e | Élu en 2002. Réélu en 2004. Réélu en 2006. Réélu en 2008. Réélu en 2010. Réélu en 2012. Réélu en 2014. Retrait.                               | 2013–2023 Dakota, Goodhue, Scott et Wabasha, parties de Rice et Washington |
| Jason Lewis                     | Républicain      | 3 janvier 2017 - 3 janvier 2019   | 115e        | Élu en 2016. perd sa réélection. | |
| Angie Craig                     | Démocrate (DFL)  | 3 janvier 2019 - en cours         | 116e - 118e | Élue en 2018. Réélue en 2020. Réélue en 2022.                                                                                                 | |
| Angie Craig                     | Démocrate (DFL)  | 3 janvier 2019 - en cours         | 116e - 118e | Élue en 2018. Réélue en 2020. Réélue en 2022.                                                                                                 | 2023–present Dakota, Le Sueur, et Scott, parties de Rice et Washington |

## Résultats des récentes élections
Voici les résultats des dix précédents cycles électoraux dans le district.

### 2004
| Élection de 2004 du 2e district congressionnel du Minnesota | Élection de 2004 du 2e district congressionnel du Minnesota | Élection de 2004 du 2e district congressionnel du Minnesota | Élection de 2004 du 2e district congressionnel du Minnesota | Élection de 2004 du 2e district congressionnel du Minnesota |
| ----------------------------------------------------------- | ----------------------------------------------------------- | ----------------------------------------------------------- | ----------------------------------------------------------- | ----------------------------------------------------------- |
| Parti                                                       | Parti                                                       | Candidat                                                    | Votes                                                       | %                                                           |
|                                                             | Républicain                                                 | John Kline (sortant)                                        | 206 313                                                     | 57,0                                                        |
|                                                             | Démocrate (DFL)                                             | Teresa Daly                                                 | 147 527                                                     | 40,0                                                        |
|                                                             | Indépendance                                                | Doug Williams                                               | 11 822                                                      | 3,0                                                         |
| Total des votes                                             | Total des votes                                             | Total des votes                                             | 365 662                                                     | 100 %                                                       |
|                                                             | Les Républicains conservent                                 |                                                             |                                                             |                                                             |

### 2006
| Élection de 2006 du 2e district congressionnel du Minnesota | Élection de 2006 du 2e district congressionnel du Minnesota | Élection de 2006 du 2e district congressionnel du Minnesota | Élection de 2006 du 2e district congressionnel du Minnesota | Élection de 2006 du 2e district congressionnel du Minnesota |
| ----------------------------------------------------------- | ----------------------------------------------------------- | ----------------------------------------------------------- | ----------------------------------------------------------- | ----------------------------------------------------------- |
| Parti                                                       | Parti                                                       | Candidat                                                    | Votes                                                       | %                                                           |
|                                                             | Républicain                                                 | John Kline (sortant)                                        | 163 292                                                     | 56,0                                                        |
|                                                             | Démocrate (DFL)                                             | Coleen Rowley                                               | 116 360                                                     | 40,0                                                        |
|                                                             | Indépendance                                                | Doug Williams                                               | 10 802                                                      | 4,0                                                         |
| Total des votes                                             | Total des votes                                             | Total des votes                                             | 290 454                                                     | 100 %                                                       |
|                                                             | Les Républicains conservent                                 |                                                             |                                                             |                                                             |

### 2008
| Élection de 2008 du 2e district congressionnel du Minnesota | Élection de 2008 du 2e district congressionnel du Minnesota | Élection de 2008 du 2e district congressionnel du Minnesota | Élection de 2008 du 2e district congressionnel du Minnesota | Élection de 2008 du 2e district congressionnel du Minnesota |
| ----------------------------------------------------------- | ----------------------------------------------------------- | ----------------------------------------------------------- | ----------------------------------------------------------- | ----------------------------------------------------------- |
| Parti                                                       | Parti                                                       | Candidat                                                    | Votes                                                       | %                                                           |
|                                                             | Républicain                                                 | John Kline (sortant)                                        | 220 926                                                     | 57,3                                                        |
|                                                             | Démocrate (DFL)                                             | Steve Sarvi                                                 | 164 079                                                     | 42,5                                                        |
|                                                             | No Party                                                    | Autres                                                      | 614                                                         | 0,2                                                         |
| Total des votes                                             | Total des votes                                             | Total des votes                                             | 385 619                                                     | 100 %                                                       |
|                                                             | Les Républicains conservent                                 |                                                             |                                                             |                                                             |

### 2010
| Élection de 2010 du 2e district congressionnel du Minnesota | Élection de 2010 du 2e district congressionnel du Minnesota | Élection de 2010 du 2e district congressionnel du Minnesota | Élection de 2010 du 2e district congressionnel du Minnesota | Élection de 2010 du 2e district congressionnel du Minnesota |
| ----------------------------------------------------------- | ----------------------------------------------------------- | ----------------------------------------------------------- | ----------------------------------------------------------- | ----------------------------------------------------------- |
| Parti                                                       | Parti                                                       | Candidat                                                    | Votes                                                       | %                                                           |
|                                                             | Républicain                                                 | John Kline (sortant)                                        | 181 341                                                     | 63,3                                                        |
|                                                             | Démocrate (DFL)                                             | Shelly Madore                                               | 104 809                                                     | 36,6                                                        |
|                                                             | No Party                                                    | Autres                                                      | 303                                                         | 11                                                          |
| Total des votes                                             | Total des votes                                             | Total des votes                                             | 286 453                                                     | 100 %                                                       |
|                                                             | Les Républicains conservent                                 |                                                             |                                                             |                                                             |

### 2012
| Élection de 2012 du 2e district congressionnel du Minnesota | Élection de 2012 du 2e district congressionnel du Minnesota | Élection de 2012 du 2e district congressionnel du Minnesota | Élection de 2012 du 2e district congressionnel du Minnesota | Élection de 2012 du 2e district congressionnel du Minnesota |
| ----------------------------------------------------------- | ----------------------------------------------------------- | ----------------------------------------------------------- | ----------------------------------------------------------- | ----------------------------------------------------------- |
| Parti                                                       | Parti                                                       | Candidat                                                    | Votes                                                       | %                                                           |
|                                                             | Républicain                                                 | John Kline (sortant)                                        | 193 586                                                     | 54,1                                                        |
|                                                             | Démocrate (DFL)                                             | Mike Obermueller                                            | 164 335                                                     | 45,9                                                        |
|                                                             | No Party                                                    | Autres                                                      | 521                                                         | 0,15                                                        |
| Total des votes                                             | Total des votes                                             | Total des votes                                             | 358 442                                                     | 100 %                                                       |
|                                                             | Les Républicains conservent                                 |                                                             |                                                             |                                                             |

### 2014
| Élection de 2014 du 2e district congressionnel du Minnesota | Élection de 2014 du 2e district congressionnel du Minnesota | Élection de 2014 du 2e district congressionnel du Minnesota | Élection de 2014 du 2e district congressionnel du Minnesota | Élection de 2014 du 2e district congressionnel du Minnesota |
| ----------------------------------------------------------- | ----------------------------------------------------------- | ----------------------------------------------------------- | ----------------------------------------------------------- | ----------------------------------------------------------- |
| Parti                                                       | Parti                                                       | Candidat                                                    | Votes                                                       | %                                                           |
|                                                             | Républicain                                                 | John Kline (sortant)                                        | 137 778                                                     | 56,1                                                        |
|                                                             | Démocrate (DFL)                                             | Mike Obermueller                                            | 95 565                                                      | 38,9                                                        |
|                                                             | Indépendance                                                | Paula Overby                                                | 12 319                                                      | 5,0                                                         |
| Total des votes                                             | Total des votes                                             | Total des votes                                             | 245 662                                                     | 100 %                                                       |
|                                                             | Les Républicains conservent                                 |                                                             |                                                             |                                                             |

### 2016
| Élection de 2016 du 2e district congressionnel du Minnesota | Élection de 2016 du 2e district congressionnel du Minnesota | Élection de 2016 du 2e district congressionnel du Minnesota | Élection de 2016 du 2e district congressionnel du Minnesota | Élection de 2016 du 2e district congressionnel du Minnesota |
| ----------------------------------------------------------- | ----------------------------------------------------------- | ----------------------------------------------------------- | ----------------------------------------------------------- | ----------------------------------------------------------- |
| Parti                                                       | Parti                                                       | Candidat                                                    | Votes                                                       | %                                                           |
|                                                             | Républicain                                                 | Jason Lewis                                                 | 172 345                                                     | 47,0                                                        |
|                                                             | Démocrate (DFL)                                             | Angie Craig                                                 | 164 621                                                     | 45,2                                                        |
|                                                             | Indépendance                                                | Paula Overby                                                | 28 508                                                      | 7,8                                                         |
| Total des votes                                             | Total des votes                                             | Total des votes                                             | 365 474                                                     | 100 %                                                       |
|                                                             | Les Républicains conservent                                 |                                                             |                                                             |                                                             |

### 2018
| Élection de 2018 du 2e district congressionnel du Minnesota, | Élection de 2018 du 2e district congressionnel du Minnesota, | Élection de 2018 du 2e district congressionnel du Minnesota, | Élection de 2018 du 2e district congressionnel du Minnesota, | Élection de 2018 du 2e district congressionnel du Minnesota, |
| ------------------------------------------------------------ | ------------------------------------------------------------ | ------------------------------------------------------------ | ------------------------------------------------------------ | ------------------------------------------------------------ |
| Parti                                                        | Parti                                                        | Candidat                                                     | Votes                                                        | %                                                            |
|                                                              | Démocrate (DFL)                                              | Angie Craig                                                  | 177 954                                                      | 52,65                                                        |
|                                                              | Républicain                                                  | Jason Lewis (sortant)                                        | 159 343                                                      | 47,15                                                        |
|                                                              | Write-In                                                     | Write-In                                                     | 668                                                          | 0,20                                                         |
| Total des votes                                              | Total des votes                                              | Total des votes                                              | 337 965                                                      | 100 %                                                        |
|                                                              | Les Démocrate (DFL) prennent aux Républicains                |                                                              |                                                              |                                                              |

### 2020
| Élection de 2020 du 2e district congressionnel du Minnesota | Élection de 2020 du 2e district congressionnel du Minnesota | Élection de 2020 du 2e district congressionnel du Minnesota | Élection de 2020 du 2e district congressionnel du Minnesota | Élection de 2020 du 2e district congressionnel du Minnesota |
| ----------------------------------------------------------- | ----------------------------------------------------------- | ----------------------------------------------------------- | ----------------------------------------------------------- | ----------------------------------------------------------- |
| Parti                                                       | Parti                                                       | Candidat                                                    | Votes                                                       | %                                                           |
|                                                             | Démocrate (DFL)                                             | Angie Craig (sortante)                                      | 177 954                                                     | 52,65                                                       |
|                                                             | Républicain                                                 | Jason Lewis (sortant)                                       | 159 343                                                     | 47,15                                                       |
|                                                             | Legal Marijuana Now (en)                                    | Adam Charles Weeks (décédé)                                 | 24 751                                                      | 5,8                                                         |
|                                                             | Write-In                                                    | Write-In                                                    | 273                                                         | 0,1                                                         |
| Total des votes                                             | Total des votes                                             | Total des votes                                             | 424 512                                                     | 100 %                                                       |
|                                                             | Les Démocrate (DFL) conservent                              |                                                             |                                                             |                                                             |

### 2022
Les Primaires Démocrates, Républicaines et Legal Marijuana Now ont été annulées. Angie Craig (D-Sortante), Tyler Kistner (R) et Paula Overby (Legal Marijuana Now) avancent vers l'Élection Générale.
| Élection de 2022 du 2e district congressionnel du Minnesota | Élection de 2022 du 2e district congressionnel du Minnesota | Élection de 2022 du 2e district congressionnel du Minnesota | Élection de 2022 du 2e district congressionnel du Minnesota | Élection de 2022 du 2e district congressionnel du Minnesota |
| ----------------------------------------------------------- | ----------------------------------------------------------- | ----------------------------------------------------------- | ----------------------------------------------------------- | ----------------------------------------------------------- |
| Parti                                                       | Parti                                                       | Candidat                                                    | Votes                                                       | %                                                           |
|                                                             | Démocrate (DFL)                                             | Angie Craig (sortante)                                      | 204 534                                                     | 48,2                                                        |
|                                                             | Républicain                                                 | Tyler Kistner                                               | 194 954                                                     | 45,9                                                        |
|                                                             | Legal Marijuana Now (en)                                    | Adam Weeks                                                  | 24 751                                                      | 5,8                                                         |
|                                                             | Write-In                                                    | Write-In                                                    | 273                                                         | 0,1                                                         |
| Total des votes                                             | Total des votes                                             | Total des votes                                             | 424 512                                                     | 100 %                                                       |
|                                                             | Les Démocrate (DFL) conservent                              |                                                             |                                                             |                                                             |

### 2024
| Primaire Démocrate-DFL de 2024 du 2e district congressionnel du Minnesota | Primaire Démocrate-DFL de 2024 du 2e district congressionnel du Minnesota | Primaire Démocrate-DFL de 2024 du 2e district congressionnel du Minnesota | Primaire Démocrate-DFL de 2024 du 2e district congressionnel du Minnesota | Primaire Démocrate-DFL de 2024 du 2e district congressionnel du Minnesota |
| ------------------------------------------------------------------------- | ------------------------------------------------------------------------- | ------------------------------------------------------------------------- | ------------------------------------------------------------------------- | ------------------------------------------------------------------------- |
| Parti                                                                     | Parti                                                                     | Candidat                                                                  | Votes                                                                     | %                                                                         |
|                                                                           | Démocrate (DFL)                                                           | Angie Craig (sortante)                                                    | 26 865                                                                    | 91,0                                                                      |
|                                                                           | Démocrate (DFL)                                                           | Marc Ives                                                                 | 2649                                                                      | 9,0                                                                       |

| Primaire Républicaine de 2024 du 2e district congressionnel du Minnesota | Primaire Républicaine de 2024 du 2e district congressionnel du Minnesota | Primaire Républicaine de 2024 du 2e district congressionnel du Minnesota | Primaire Républicaine de 2024 du 2e district congressionnel du Minnesota | Primaire Républicaine de 2024 du 2e district congressionnel du Minnesota |
| ------------------------------------------------------------------------ | ------------------------------------------------------------------------ | ------------------------------------------------------------------------ | ------------------------------------------------------------------------ | ------------------------------------------------------------------------ |
| Parti                                                                    | Parti                                                                    | Candidat                                                                 | Votes                                                                    | %                                                                        |
|                                                                          | Républicain                                                              | Joe Teirab                                                               | 16 748                                                                   | 76,0                                                                     |
|                                                                          | Républicain                                                              | Tayler Rahm (retrait non officiel)                                       | 5290                                                                     | 24,0                                                                     |

| Élection de 2024 du 2e district congressionnel du Minnesota | Élection de 2024 du 2e district congressionnel du Minnesota | Élection de 2024 du 2e district congressionnel du Minnesota | Élection de 2024 du 2e district congressionnel du Minnesota | Élection de 2024 du 2e district congressionnel du Minnesota |
| ----------------------------------------------------------- | ----------------------------------------------------------- | ----------------------------------------------------------- | ----------------------------------------------------------- | ----------------------------------------------------------- |
| Parti                                                       | Parti                                                       | Candidat                                                    | Votes                                                       | %                                                           |
|                                                             | Républicain                                                 | Brad Finstad (sortant)                                      | 231 751                                                     | 55,5                                                        |
|                                                             | Démocrate (DFL)                                             | Joe Teirab                                                  | 175 621                                                     | 42,1                                                        |
|                                                             | Parti Conservateur                                          | Thomas Bowman (retrait non officiel)                        | 9492                                                        | 2,3                                                         |
|                                                             | Write-In                                                    | Write-In                                                    | 455                                                         | 0,1                                                         |
| Total des votes                                             | Total des votes                                             | Total des votes                                             | 417 319                                                     | 100 %                                                       |
|                                                             | Les Démocrate (DFL) conservent                              |                                                             |                                                             |                                                             |